# Stanton (krater)
För andra betydelser, se Stanton.
Stanton är en nedslagskrater med en diameter på 107 kilometer, på planeten Venus. Stanton har fått sitt namn efter den amerikanska reformisten Elizabeth Cady Stanton.